# Solgne

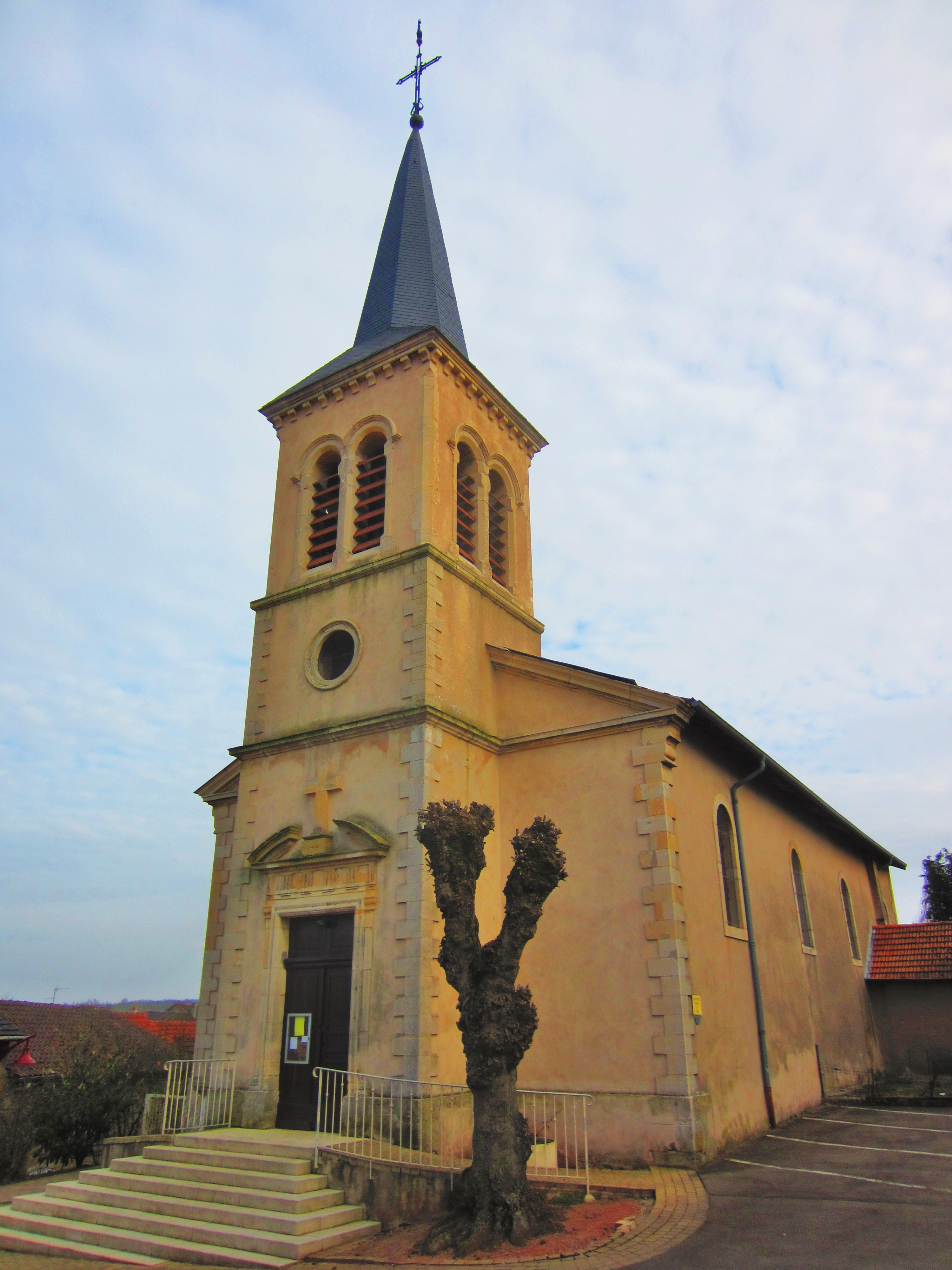
Kirche St. Étienne

Solgne [sɔlɲ] (deutsch Solgen) ist eine französische Gemeinde mit 1.138 Einwohnern (Stand 1. Januar 2022) im Département Moselle in der Region Grand Est (bis 2015 Lothringen). Sie gehört zum Arrondissement Metz.

## Geographie
Solgne liegt in Lothringen, acht Kilometer südöstlich von Verny und 20 Kilometer südöstlich von Metz, am Flüsschen Moince, das hier noch Ruisseau de Bérupt genannt wird, auf einer Höhe zwischen 240 und 299 m über dem Meeresspiegel, die mittlere Höhe beträgt 281 m. Das Gemeindegebiet umfasst 7,29 km².

## Geschichte
Ältere Ortsbezeichnungen sind Sognes, Sogne (1127), Sogne (1370), Soigne (1404), Songnes (1465) und Solgne, Sone sowie Sogne (18. Jh.). Der Ort liegt in der Nähe von zwei Römerstraßen und gehörte früher zum Bistum Metz. Als der Graf von Bar, der hier ein Schloss besaß, im Februar 1372 ins Metzer Land eingefallen und auf seinem Raubzug sogar bis in die Metzer Vorstadt Champs-à-Panne vorgedrungen war, verfolgten ihn die Metzer anschließend bis hierher, nahmen sein Schloss, köpften zwei Verteidiger und erhängten 29 andere. Als der spätere Besitzer des Schlosses, Nicole Noirez, 1415 das Metzer Land plünderte, nahmen der Metzer Bischof Konrad Bayer von Boppard und der Graf von Bar das Schloss, zerstörten es und erhängten den Besitzer.
Im 17. und 18. Jahrhundert stand Solgne unter der Herrschaft der Familie Vayer, deren Insignien als Gemeindewappen übernommen wurden.
Durch den Frankfurter Frieden vom 10. Mai 1871 kam die Region an das deutsche Reichsland Elsaß-Lothringen, und das Dorf wurde dem Landkreis Metz im Bezirk Lothringen zugeordnet. Die Dorfbewohner betrieben Getreide-, Wein-, Hopfen- und Tabakanbau.
Nach dem Ersten Weltkrieg musste die Region aufgrund der Bestimmungen des Versailler Vertrags 1919 an Frankreich abgetreten werden und wurde Teil des Département Moselle. 
Im Zweiten Weltkrieg war die Region von der deutschen Wehrmacht besetzt und unterstand von 1940 bis 1944 der deutschen Zivilverwaltung.

### Bevölkerungsentwicklung
| Jahr      | 1962 | 1968 | 1975 | 1982 | 1990 | 1999 | 2007 | 2019 |
| Einwohner | 284  | 257  | 315  | 498  | 881  | 993  | 1076 | 1119 |

## Persönlichkeiten
Der süddeutsche Architekt Paul Bonatz (1877–1956) wurde in Solgne geboren.

## Belege
1. 1 2  Franz Xaver Kraus: Kunst und Alterthum in Elsass-Lothringen. Beschreibende Statistik. Band III: Kunst und Althertum in Lothringen, Friedrich Bull, Straßburg 1886, S. 951 (books.google.de).
2. 1 2 3 4  Eugen H. Th. Huhn: Deutsch-Lothringen. Landes-, Volks- und Ortskunde, Stuttgart 1875, S. 303–304 (google.books.de).
3. ↑  Wappenbeschreibung auf genealogie-lorraine.fr (französisch)